# Alticorpus
Alticorpus – rodzaj słodkowodnych ryb okoniokształtnych z rodziny pielęgnicowatych (Cichlidae).

## Występowanie
Gatunki endemiczne jeziora Malawi (Niasa) w południowo-wschodniej Afryce.

## Klasyfikacja
Gatunki zaliczane do tego rodzaju:
- Alticorpus geoffreyi Snoeks & Walapa, 2004
- Alticorpus macrocleithrum (Stauffer & McKaye, 1985)
- Alticorpus mentale Stauffer & McKaye, 1988
- Alticorpus peterdaviesi (Burgess & Axelrod, 1973)
- Alticorpus profundicola Stauffer & McKaye, 1988

Gatunkiem typowym rodzaju jest Alticorpus mentale.